# Ghiacciaio Doss
Il ghiacciaio Doss è un piccolo ghiacciaio tributario situato nella regione meridionale della Dipendenza di Ross, nell'Antartide orientale. Il ghiacciaio, il cui punto più alto si trova a circa 800 m s.l.m., si trova nella regione settentrionale dei monti della Regina Elisabetta, nell'entroterra della costa di Shackleton, e fluisce verso nord-est a partire dal versante nord-orientale del monte Boman e scorrendo lungo la parte orientale di quest'ultimo fino a unire il proprio flusso a quello del ghiacciaio Nimrod.

## Storia
Il ghiacciaio Doss è stato mappato da membri dello United States Geological Survey (USGS) grazie a fotografie aeree scattate dalla marina militare statunitense nel periodo 1960-62, e così battezzato dal Comitato consultivo dei nomi antartici in onore di Edgar L. Doss, un glaciologo del Programma Antartico degli Stati Uniti d'America di stanza sull'isola Roosevelt nella stagione 1962-63.